# Linde Sommer
Linde Sommer (* 10. Januar 1925; † 4. Oktober 2002 in der Schweiz) war eine deutsche Schauspielerin, Synchron- und Hörspielsprecherin.

## Leben
Linde Sommer absolvierte in Breslau ab 1944 eine Ausbildung zur Schauspielerin. Nach mehreren Jahren an den Städtischen Theatern Leipzig wechselte sie 1958 an das Deutsche Nationaltheater Weimar, dem sie bis 1994 angehörte. In den 36 Jahren Zugehörigkeit zu diesem Theater stand sie in fast allen wichtigen Inszenierungen auf der Bühne und hat sich nebenbei besonders um die Theaterarbeit mit Jugendlichen verdient gemacht. In mehreren Filmen der DEFA und des Deutschen Fernsehfunks, später des Fernsehens der DDR, stand sie vor der Kamera. Mit ihrer Stimme war sie in von der DEFA synchronisierten Filmen sowie in Hörspielen und Reportagen des Rundfunks der DDR zu hören.
Linde Sommer starb 2002 in der Schweiz.

## Filmografie
- 1954: Stärker als die Nacht
- 1954: Ernst Thälmann – Sohn seiner Klasse
- 1959: Kabale und Liebe
- 1969: Zeit zu leben
- 1975: Lotte in Weimar
- 1979: Tull (Fernsehfilm)
- 1980: Die Verlobte
- 1988: Fallada – Letztes Kapitel
- 1991: Das Licht der Liebe

## Theater

### Schauspielerin
- 1952: Maxim Gorki: Jegor Bulytschow und andere – Regie: Fritz Wendel (Städtische Theater Leipzig)
- 1959: Friedrich Schiller: Die Verschwörung des Fiesco zu Genua (Julia) – Regie: Otto Lang (Deutsches Nationaltheater Weimar)
- 1960: Molière: Der Bürger als Edelmann – Regie: Fritz Bennewitz (Deutsches Nationaltheater Weimar)
- 1965: Maxim Gorki: Wassa Schelesnowa – Regie: Fritz Bennewitz/Ekkehard Kiesewetter (Deutsches Nationaltheater Weimar)
- 1965: Rolf Schneider Prozeß Richard Waverly (Zeugin) – Regie: Wolfgang Dehler (Deutsches Nationaltheater Weimar)
- 1965: Wiktor Rosow: Auf dem Wege – Regie: Ekkehard Kiesewetter (Deutsches Nationaltheater Weimar)
- 1966: Theodor Fontane: Frau Jenny Treibel – Regie: Ekkehard Kiesewetter (Deutsches Nationaltheater Weimar)
- 1967: Johann Wolfgang von Goethe: Faust. Eine Tragödie (Frau Marthe) – Regie: Fritz Bennewitz (Deutsches Nationaltheater Weimar)
- 1971: William Shakespeare: König Richard II. Regie: Fritz Bennewitz (Deutsches Nationaltheater Weimar)
- 1972: William Shakespeare: Hamlet (Gertrude) – Regie: Fritz Bennewitz (Deutsches Nationaltheater Weimar)
- 1973: Bertolt Brecht/Kurt Weill: Die Dreigroschenoper – Regie: Fritz Bennewitz (Deutsches Nationaltheater Weimar)
- 1974: István Örkény: Katzenspiel – Regie: Barbara Abend (Deutsches Nationaltheater Weimar)
- 1977: Fred Wander: Josua lässt grüßen (Julia) – Regie: Helfried Schöbel (Deutsches Nationaltheater Weimar)
- 1978: Heinrich von Kleist: Das Käthchen von Heilbronn – Regie: Fritz Bennewitz (Deutsches Nationaltheater Weimar)
- 1981: William Shakespeare: König Johann (Eleonora) – Regie: Fritz Bennewitz (Deutsches Nationaltheater Weimar)
- 1984: Friedrich Schiller: Wallenstein (Herzogin von Friedland) – Regie: Fritz Bennewitz (Deutsches Nationaltheater Weimar)
- 1987: Molière: Tartuffe – Regie: Hella Müller (Deutsches Nationaltheater Weimar)
- 1987:Jewgeni Schwarz: Die Schneekönigin – Regie: Roselinde Lange (Deutsches Nationaltheater Weimar)
- 1989: Frederick Loewe/Alan Jay Lerner nach George Bernard Shaw: My Fair Lady – Regie: Horst Ludwig (Deutsches Nationaltheater Weimar)
- 1991: Henrik Ibsen: Nora oder Ein Puppenheim – Regie: Leander Haußmann (Deutsches Nationaltheater Weimar)
- 1991: Jean Genet: Die Zofen (Madame) – Regie: ? (Deutsches Nationaltheater Weimar)
- 1992: Rainer Werner Fassbinder: Die bitteren Tränen der Petra von Kant (Valerie) – Regie Annett Wöhlert (Deutsches Nationaltheater Weimar)
- 1993: Carlo Goldoni: Trilogie der Sommerfrische (Sabina) – Regie: Horst Hawemann (Deutsches Nationaltheater Weimar)

### Regisseurin
- 1980: Maxie Wander: Guten Morgen, du Schöne (DNT Klub Weimar)

## Hörspiele
- 1952: Walter Karl Schweickert: Der unsichtbare Boss – Regie: Martin Flörchinger (Hörspiel – MIRAG)
- 1952: Gerhard Rentzsch: Old Man River – Regie: Werner Wieland (Dokumentarhörspiel – MIRAG)
- 1952: Adam Tarn: Ein gewöhnlicher Fall (MIss Roberts) – Regie: Werner Wieland (Hörspiel – MIRAG)
- 1952: Konstantin Trenjow: Ljubow Jarowaja – Regie: Günther Rücker (Hörspiel – Rundfunk der DDR)